# مازن الناهض
مازن سعد الناهض، وزير التجارة والصناعة الكويتي منذ 5 أكتوبر 2022، حين شكلت حكومة أحمد النواف الثانية، وأصبح كذلك وزير دولة لشؤون الاتصالات وتكنولوجيا المعلومات منذ 16 أكتوبر 2022، حين أعيد تشكيل الحكومة في 16 أكتوبر 2022.